# Menjagrà llistat

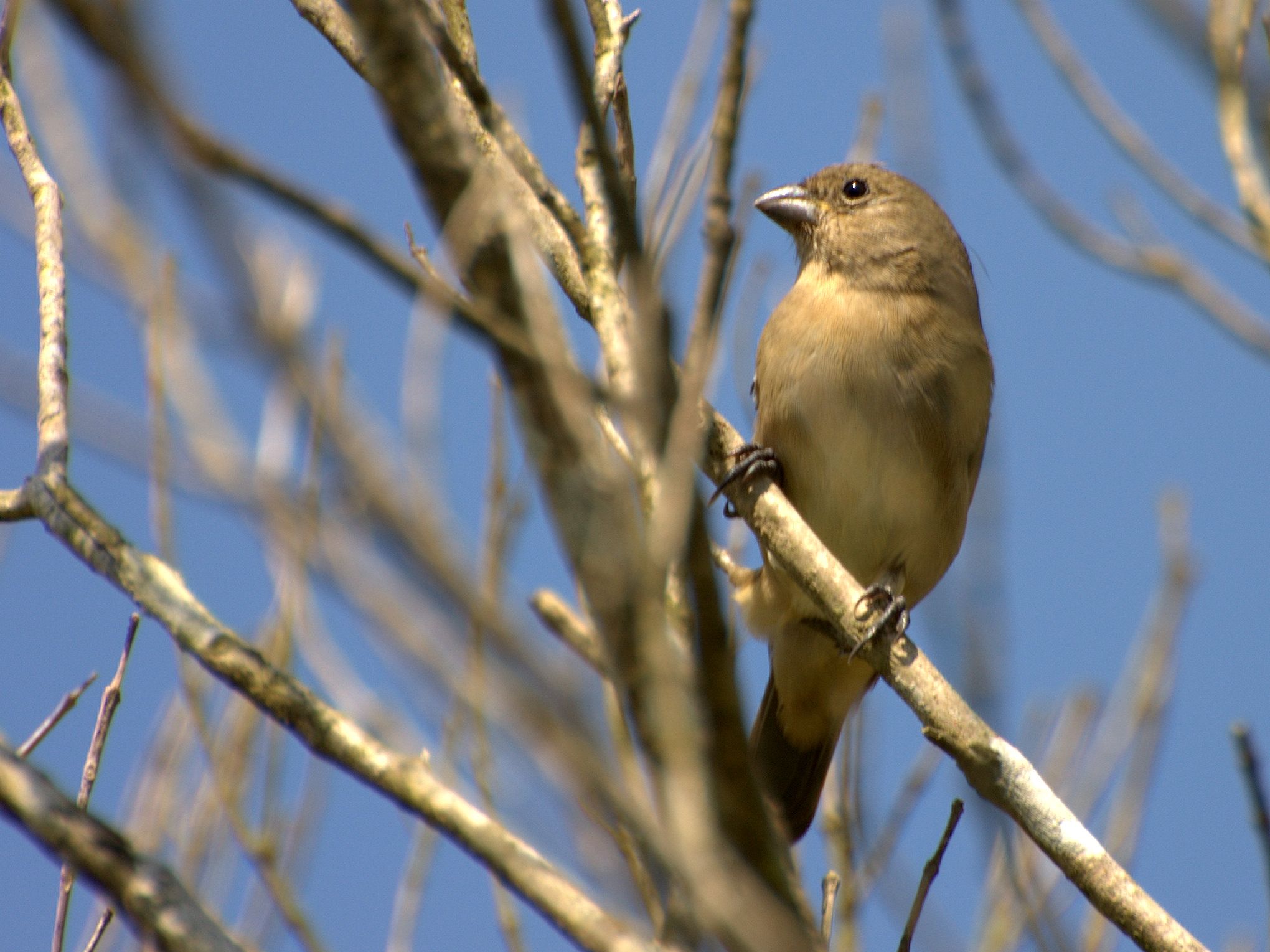
Femella

El menjagrà llistat (Sporophila lineola) és una espècie d'ocell de la família Thraupidae que es distribueix per Bolívia, Brasil, Xile, el Paraguai, Uruguai i Veneçuela on es queda fins al mes de novembre, quan acaba l'època de pluja, i per les províncies argentines de Chaco, Formosa, Salta i Tucumán. Mesura aproximadament 10cm. El mascle és de color negre pel cap (excepte el front i les galtes que són blanques), parts de les ales, gola i cua, el pit i l'abdomen són de color blanc. La femella i els exemplars joves són d'un color sorra per tot el cos, mentre que l'abdomen és una mica més clar.